# Poljana (Velika Kladuša)
Poljana falu Bosznia-Hercegovinában, a Bosznia-hercegovinai Föderáció Una-Szanai kantonjában. Közigazgatásilag Velika Kladušához tartozik.

## Fekvése
Bosznia-Hercegovina északnyugati részén, Bihácstól légvonalban 45, közúton 69 km-re északra, Velika Kladušától légvonalban 9, közúton 15 km-re északkeletre levő dombos, erdős vidéken, a horvát határ mellett, a Glina-folyó és a Poljanski-patak völgyeiben és a környező dombokon fekszik. 

## Népessége
| Nemzetiségi csoport | Népesség 1991 | Népesség 2013 |
| ------------------- | ------------- | ------------- |
| Szerb               | 96            | 3             |
| Bosnyák             | 1280          | 823           |
| Horvát              | 2             | 16            |
| Jugoszláv           | 12            | 0             |
| Egyéb               | 15            | 185           |
| Összesen            | 1405          | 1027          |